# قرار مجلس الأمن التابع للأمم المتحدة رقم 1196
قرار مجلس الأمن التابع للأمم المتحدة رقم 1196، المتخذ بالإجماع في 16 سبتمبر 1998، بعد التذكير بالقرار 1170 (1998) بشأن أفريقيا؛ ناقش المجلس أهمية تعزيز فعالية عمليات حظر الأسلحة المطبقة في العديد من البلدان في جميع أنحاء القارة.
ونظر مجلس الأمن في التوصيات الواردة في تقرير للأمين العام كوفي عنان بشأن «أسباب الصراع وتعزيز السلام الدائم والتنمية المستدامة في أفريقيا» فيما يتعلق بتعزيز الحظر على الأسلحة وعدم توافر الأسلحة. وقد أخذ في الاعتبار إعلان القاهرة لعام 1993 الذي نص على أن منظمة الوحدة الأفريقية ستستبق الصراعات وتمنعها كهدف أساسي وأعاد تأكيد مسؤولية جميع الدول عن تسوية خلافاتهم سلمياً.
وكرر القرار التأكيد على أن التزامات جميع الدول بتنفيذ قرارات مجلس الأمن المتعلقة بحظر توريد الأسلحة، وتم تشجيعها على جعل انتهاكات الحظر جريمة جنائية. وشجع على تحسين رصد عمليات حظر الأسلحة من خلال التبادل الإقليمي للمعلومات، من خلال منظمة الوحدة الأفريقية والجماعة الاقتصادية لدول غرب أفريقيا ومجموعة التنمية لأفريقيا الجنوبية والهيئة الحكومية الدولية المعنية بالتنمية. كان على جميع الدول الإبلاغ عن انتهاكات حظر الأسلحة.
وأعرب المجلس عن استعداده للنظر في جميع التدابير المناسبة لإنفاذ حظر توريد الأسلحة عن طريق مراقبة الحدود أو التحقيقات في الاتجار بالأسلحة. واختتم القرار بالتأكيد على أن قرارات حظر الأسلحة التي فرضها المجلس لها أهداف وأحكام واضحة لمراجعتها بمجرد تحقيق الأهداف.

## روابط خارجية
- نص القرار في undocs.org